# Парадный вход

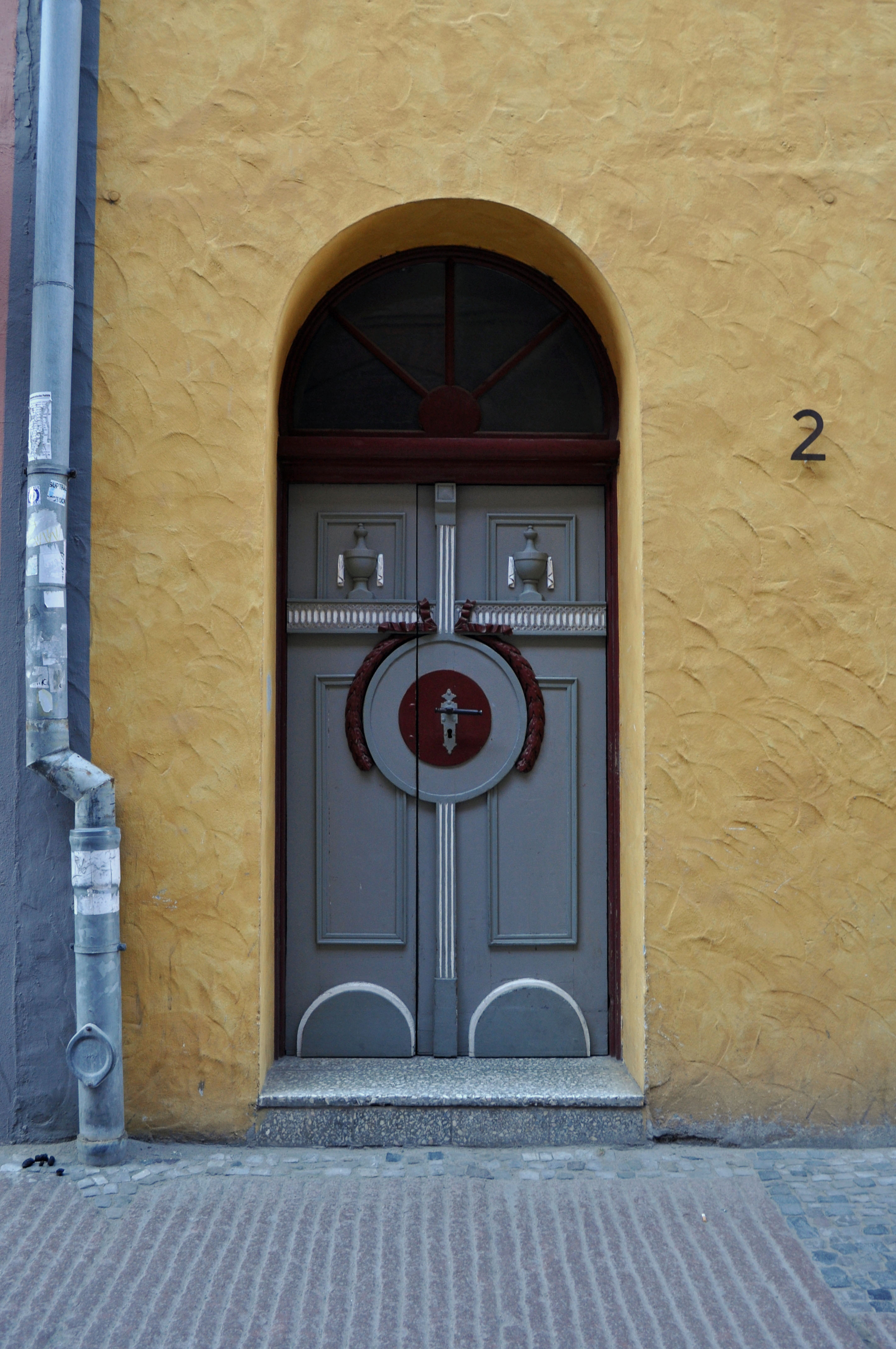
Парадный вход в здание.

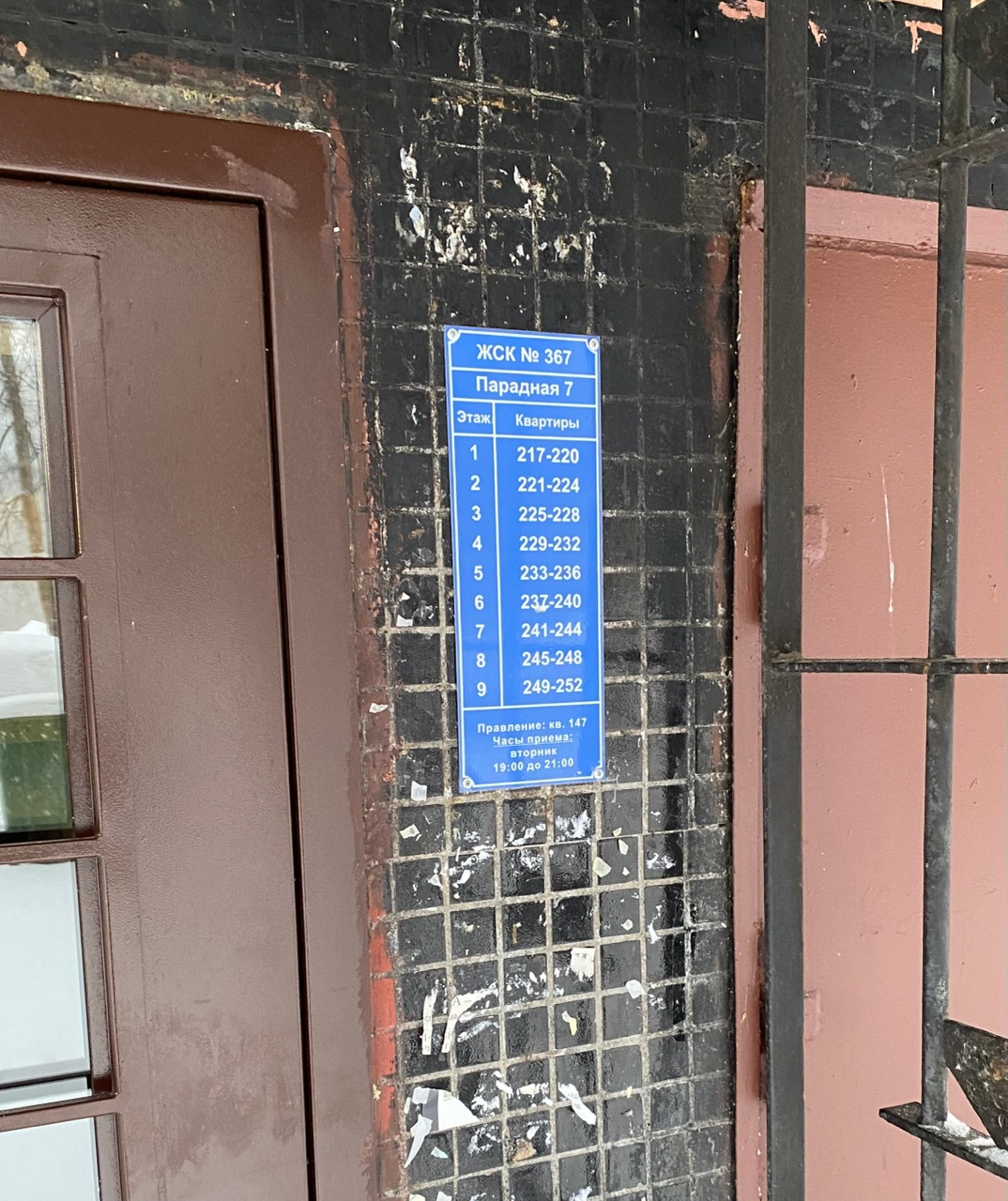
Надпись «Парадная 7» на входе в многоквартирный дом в Петербурге (Дунайский проспект, дом № 34).

Парадный вход (также парадное, парадная) — главный вход в здание (сооружение) в классической архитектуре.
В Древней Греции парадный вход — пропилеи. «Парадное», «Парадная» возможно образовано от словосочетания — Парадный подъезд.

## История
Архитекторы уделяют особое внимание парадному входу, как переходу от фасада здания к интерьеру: Дж. Малик (англ. John Malick), сравнивая здание с рассказом, выделил парадный вход как первое предложение, позволяющее архитектору сразу изложить ключевые моменты своего проекта через материалы, солидность, размеры и форму. Парадный вход и парадная лестница, по Малику, отличают строительство от архитектуры: «Париж — город, написанный дверьми». Х. Конвей и Р. Рёниш (англ. Hazel Conway, Rowan Roenisch), однако, отмечают, что это чисто европейский взгляд на архитектуру: в арабской архитектуре Африки и на Ближнего Востока всё, что мы увидим с улицы, подходя к жилому дому — это высокий глухой забор с крошечной дверью; все выходы из здания ведут во внутренний двор.
Парадный вход противопоставляется чёрному, служебному, ходу, выходящему на зады здания. Как заметил Ф. Джонсон, «нам нужно парадное для того, чтобы входить и чёрный ход — чтобы выносить мусор» (сам Джонсон, как представитель модернизма, считал, что историческая разница между передним фасадом и задней стороной здания должна быть нивелирована: «сегодня — о ужас! — я вынес мусор через парадный вход»).

## Санкт-Петербург и Киев
В Санкт-Петербурге и Киеве словами «парадная» или «парадное» среди многих жителей принято называть подъезды (входы) жилых домов, как правило, многоквартирных. Это считается одной из характерных отличительных особенностей жителей Петербурга (см. статью «Различия в речи москвичей и петербуржцев») и обусловлено особенностями архитектуры его исторического центра.